# Dayra Lambis
Dayra del Carmen Lambis Ávila (Caracas; 25 de octubre de 1976) es una presentadora de televisión, locutora, bailarina, modelo, actriz y exreina de belleza venezolana, Fue la segunda venezolana que ganó el certamen Reinado Internacional del Café en 1999, logrando el primer Back to Back para Venezuela en ese certamen, fue presentadora de Súper Sábado Sensacional y Bailando con las Estrellas y se desempeñó como Chica Polar.

## Biografía
Hija de migrantes colombianos, de orígenes humildes, nace en 1976 en la Maternidad Concepción Palacios localizado en la Avenida principal de San Martín, Parroquia San Juan en el Municipio Libertador del Distrito Capital, al oeste de la ciudad de Caracas al centro norte de Venezuela; a los 5 años se radicó en la ciudad de Caracas, durante su adolescencia fue bailarina del Liceo Gustavo Herrera y participó en el grupo de Danza y Baile Acción, Ritmo y Movimiento, durante ese tiempo entró a la academia de baile de Anita Vivas y debido a su excelente desempeño fue invitada a participar en el ballet de RCTV, Meridiano de Oro, Premios Ronda y Chica 2001, de la mano de Maltín Polar, fue invitada a ser animadora de Cocodrilos de Caracas y Leones del Caracas, a los 17 años empezó en el mundo del modelaje desfilando para grandes diseñadores como Margarita Zingg y Alejandro Fajardo, participó en el certamen Miss Venezuela 1998, con 21 años, representando a la Península de Paraguaná, obtuvo la posición Segunda Finalista, la banda Ojos más Hermosos y fue la sensación ese año junto con Carolina Indriago.
Viajó a tres concursos, el Reina Sudamericana 1998, donde obtiene el título Primera Finalista, la ganadora fue Bolivia, después viajó a Manizales donde obtiene el título Reina Internacional del Café 1999, siendo coronada por la también Venezolana Jairam Navas, logrando así el primer Back To Back para Venezuela en ese certamen, algo que ya anteriormente Colombia y Brasil habían conseguido. Como premios le dieron 1900 dólares en efectivo, una cruz de oro con esmeraldas, unos zarcillos de oro, ropa deportiva, la corona entre otras cosas, y por último asistió al Miss Mundo América y El Caribe 1999, donde obtuvo la posición Segunda Finalista.
Al llegar a Venezuela terminó sus estudios de Comunicación Social en la Universidad Santa María, se inició en la televisión como chica del tiempo para el Noticiero Venevisión y debido al éxito que obtuvo fue invitada como presentadora de espectáculos del mismo canal, siendo presentadora de Súper Sábado Sensacional, también se convirtió en una de las Chicas Polar donde se dio a conocer mundialmente y desde entonces ha sido conocida como una de las mejores modelos de Venezuela, también participó en realitys como Bailando con los Gorditos y Bailando con las Estrellas como presentadora, se dio a conocer en el mundo de la actuación en 2008, al participar en la telenovela La Virgen Negra, donde su papel fue uno de los mejores. También condujo espacios como el Kino Táchira de Venevisión y varios programas en el canal Sun Channel.
Cuando la Organización Cisneros perdió la franquicia Miss América Latina se le fue asignada a ella y desde 2011 es la encargada de enviar candidatas a ese certamen, actualmente dirige una escuela de modelaje en Caracas, participa en varias obras de teatro y conduce un espacio a través de la emisora Circuito X, está casada con Javier Mazparrote (hijo del profesor Serafín Mazparrote) y tienen un hijo.
Tuvo 2 años con un programa por Instagram llamado las tricolor en los cuales compartía protagonismo con Maritza Bustamante y Janeth Briceño, tuvieron la oportunidad de bailar con personalidades importantísimas como Victor Drija, Anita Vivas, entre muchos  otros.

## Filmografía

### Programas
- Premio Ronda - Bailarina
- Meridiano de Oro - Bailarina
- Chica 2001 - Bailarina
- Noticiero Venevisión - Narradora y Reportera
- Súper Sábado Sensacional (2005-2008) - Copresentadora
- Bailando con las Estrellas - Concursante / Presentadora
- Bailando con las Reinas (2007) - Presentadora
- Bailando con los Gorditos (2008) - Presentadora
- Close Up (2016) - Presentadora

### Telenovelas
- 2011-2012: Natalia del mar - Vivianita de Sánchez
- 2014: Nora - Victoria 'Vicky' Reverón
- 2016: Entre tu amor y mi amor - Magaly de Tabares
- 2018: Corazón traicionado - Valentina

### Películas
- 2008: La virgen negra - Barbarita

## Vida personal
Está casada desde 2007 con Javier Mazparrote, siendo pareja de él desde 2003. Tiene un hijo de este matrimonio llamado Serafín Mazparrote Lambis.